# Escola Superior de Música e Artes do Espetáculo
A Escola Superior de Música e Artes do Espetáculo (ESMAE) é uma instituição de ensino superior na cidade do Porto, no Norte de Portugal, especializada em música, teatro e dança. É uma unidade orgânica do Instituto Politécnico do Porto.

## Descrição
A Escola Superior de Música e Artes do Espectáculo consiste num estabelecimento de ensino dedicado às artes performativas, principalmente a música, o teatro e a dança. É uma divisão do Instituto Politécnico do Porto. Os percursos formativos da ESMAE estão integrados em dois ciclos, o primeiro para as licenciaturas, e o segundo para mestrados e pós-graduações.
Fez parte do percurso académico e profissional de vários grupos e artistas conceituados a nível nacional e internacional, como o actor de cinema Jacinto Durães, o pianista Daniel Cunha, os compositores João Grilo, Carlos Lopes e Ângela da Ponte, o clarinetista António Lopes, as bandas Os Azeitonas e RePercussion Trio, o ilusionista Helder Guimarães, a violionista Ianina Khmelik, o actor João Costa, as cantoras Maria Mendes e Cláudia Pascoal, o eufonista Mauro Martins, a soprano Ana Vieira Leite, a música croata Alba Nacinovich, e a cantora lírica brasileira Aline Talon. Algumas figuras de destaque no ambiente artístico português também exerceram como professores na ESMAE, como o maestro e clarinestista António Saiote, o pianista Pedro Burmester, e a flautista Raquel Lima.
A escola foi igualmente o ponto de partida para outras associações culturais, como a companhia de circo Erva Daninha, que foi fundada em 2005 por antigos alunos daquela instituição de ensino. Também tem colaborado com outras instituições em várias iniciativas ligadas às artes. Por exemplo, participou no programa Contratempo, em conjunto com o Serviço Educativo da Casa da Música, a Fundação Calouste Gulbenkian e outras instituições, e que foi uma iniciativa pioneira em Portugal para a criação de um grupo musical formado por pessoas com doenças mentais, no sentido de utilizar a música como parte do processo de recuperação, e reduzir os estigmas ligados às doenças mentais. Também cooperou com o Museu de Arte Contemporânea de Serralves na realização de concertos no auditório daquela instituição, e em 2019 contribuiu para um programa do Movimento Patrimonial da Música Portuguesa, em conjunto com a Escola Superior de Música de Lisboa e a Universidade de Évora, que resultou no lançamento de três discos e trinta partituras. Organiza anualmente o Festival ESMAE, durante o qual são feitas visitas às instalações, eventos culturais e dadas aulas livres.

## História
A instituição nasceu em 1985, originalmente com a denominação de Escola Superior de Música, tendo como finalidade continuar a tradição do ensino da música na cidade do Porto. Posteriormente, o currículo formativo foi expandido com a introdução de aulas de teatro, recebendo o nome de Escola Superior de Música e Artes do Espectáculo.
Em Setembro de 2009, o conselho directivo da Escola emitiu um comunicado onde alertou que não estavam reunidas «as condições - pedagógicas, científicas e artísticas - necessárias ao arranque das actividades lectivas», tendo criticado a conduta do Instituto Politécnico, principalmente do ponto de vista dos apoios financeiros. Denunciou igualmente a «falta de visão estratégica em relação às particularidades do ensino artístico, expressa na insensibilidade que vem demonstrando relativamente aos problemas colocados pela ESMAE, pois não os resolveu em tempo útil», e «a incapacidade da presidência do IPP para promover uma solução, conjuntamente com os órgãos da escola», situação que classificou como uma «quebra de solidariedade institucional». Em resposta, o Instituto Politécnico afirmou que não se estavam a verificar atrasos no arranque do ano lectivo, e que estava «a trabalhar para resolver todos os problemas de gestão que a escola não soube resolver». Quanto aos alegados problemas financeiros, garantiu que o orçamento da ESMAE estava «definido desde Setembro de 2008, como para todas as outras escolas», e que era o «mais elevado de toda a rede do IPP por estudante inscrito. É aproximadamente o triplo do índice normal», tendo adiantado que recentemente tinham sido recebidos «pedidos da ESMAE para a contratação de oito docentes, pedidos esses que foram aceites».
Em 2015, o edifício da antiga escola EB1 José Gomes Ferreira, no centro do Porto, foi cedida à Escola Superior de Música e Artes do Espectáculo, com a finalidade de ser utilizado em trabalhos das artes performativas. Em 2016, a instituição passou igualmente a dar formação em dança.
Em Julho de 2017, a Escola Superior de Música e Artes do Espectáculo organizou um vasto programa cultural na cidade do Porto, que consistiu em 28 eventos de teatro, música e dança, no âmbito do Festival Semana das Escolas de Teatro. Em Março de 2018, lançou um canal no sítio electrónico Youtube, com o nome de ESMAE 503, e dedicado à música do século XXI, com conteúdo produzido exclusivamente pelos alunos daquela instituição.
Em 2020, foi uma das instituições responsáveis pela organização do Festival Jovens Músicos, em conjunto com a Rádio Televisão Portuguesa, no âmbito do qual foram dados vários concertos em Loulé, em Lisboa e no Porto.